# Jürgen Fangmeier
Jürgen Fangmeier (* 2. Oktober 1931 in Neuwied; † 8. Februar 2013 in Mettmann) war ein deutscher evangelisch-reformierter Theologe. Er war von 1968 bis 1994 Professor für Systematische Theologie an der Kirchlichen Hochschule Wuppertal.

## Leben
Fangmeier, Sohn des evangelischen Theologen und Pädagogen Gerhard Fangmeier, studierte nach dem Abitur Evangelische Theologie, Philosophie, Psychologie und Pädagogik an der Rheinischen Friedrich-Wilhelms-Universität Bonn, der Eberhard Karls Universität Tübingen, der Universität Basel und der Kirchlichen Hochschule Wuppertal. Seine Studien schloss er 1958 mit dem Ersten Theologischen Examen ab. Von 1958 bis 1964 war Fangmeier Custos am Theologischen Seminar der Universität Basel und Religionslehrer in Basel. 1963 promovierte Fangmeier bei Karl Barth in Basel mit der Schrift Erziehung in Zeugenschaft: Karl Barth und die Pädagogik zum Doctor theologiae.
Nach einem dreijährigen Pfarramt in Riehen bei Basel wurde Fangmeier 1968 auf den Lehrstuhl für Systematische Theologie an der Kirchlichen Hochschule Wuppertal berufen. Mit der Professur verbunden war die Pfarrstelle der evangelisch-reformierten Gemeinde im niederbergischen Schöller. Zudem hielt er Vorlesungen und Seminare über den Heidelberger Katechismus, Johannes Calvin, Karl Barth, Hiob und über Spiritualität/Aszetik an der Wuppertaler Ausbildungsstätte Johanneum. Sein besonderes Interesse galt der Gefängnisseelsorge.
Jürgen Fangmeier war seit 1969 mit Erika Reusser verheiratet. Die Trauerfeier mit anschließender Beisetzung erfolgte am 14. Februar 2013.

## Werke (Auswahl)
- Johann Hinrich Wichern und seine Bedeutung für die christliche Straffälligenhilfe heute, BSDG, Hückeswagen 2004, ISBN  	978-3-934348-26-4.
- ... der predige mein Wort: konkreter Anlass - konkrete Predigt, Aussaat, Neukirchen-Vluyn 1995, ISBN 978-3-7615-3523-3.
- Ernst Wiechert: ein theologisches Gespräch mit dem Dichter, Theologischer Verlag, Zürich 1976, ISBN 978-3-290-17117-9.
- Der Theologe Karl Barth: Zeugnis vom freien Gott und freien Menschen, Reinhardt, Basel 1969.
- Ernst Fuchs: Versuch einer Orientierung, EVZ, Zürich 1964.
- Erziehung in Zeugenschaft: Karl Barth und die Pädagogik, EVZ, Zürich 1964 (Dissertation, Universität Basel 1963).